# Marchamalo
Marchamalo ist eine zentralspanische Kleinstadt und eine Gemeinde mit 8.497 Einwohnern (Stand: 2024) in der Provinz Guadalajara in der Autonomen Gemeinschaft Kastilien-La Mancha.

## Lage
Marchamalo liegt 5 km vom Zentrum Guadalajaras entfernt, am rechten Ufer des Flusses Henares, auf bewässertem Ackerland. Sein Gemeindegebiet grenzt an die von Cabanillas del Campo, Guadalajara, Fontanar und Guadalajara. Sie liegt ca. 5 km von der Provinzhauptstadt Guadalajara im Südosten und ca. 25 km von Alcalá de Henares im Südwesten entfernt.

## Bevölkerungsentwicklung
| Bevölkerung | Bevölkerung | Bevölkerung | Bevölkerung | Bevölkerung | Bevölkerung | Bevölkerung | Bevölkerung | Bevölkerung | Bevölkerung | Bevölkerung | Bevölkerung | Bevölkerung | Bevölkerung |
| 1842        | 1877        | 1887        | 1897        | 1900        | 1910        | 1920        | 1930        | 1940        | 1950        | 1960        | 1970        | 2000        | 2019        |
| ----------- | ----------- | ----------- | ----------- | ----------- | ----------- | ----------- | ----------- | ----------- | ----------- | ----------- | ----------- | ----------- | ----------- |
| 1080        | 1101        | 1149        | 1192        | 1232        | 1324        | 1360        | 1493        | 1644        | 1746        | 1913        | 2607        | 4299        | 7474        |